# Uranothauma uganda
Uranothauma uganda är en fjärilsart som beskrevs av Jan Kielland 1980. Uranothauma uganda ingår i släktet Uranothauma och familjen juvelvingar. Inga underarter finns listade i Catalogue of Life.